# Sebastiano Folli

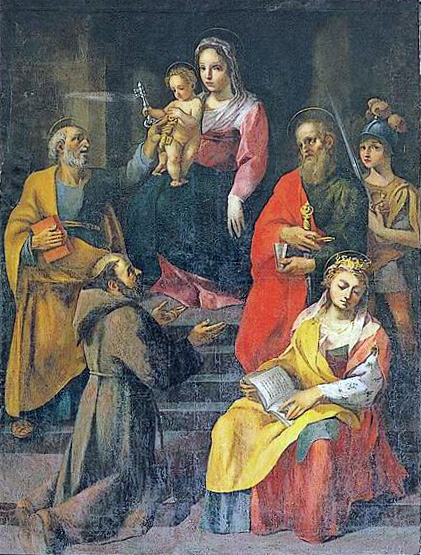
Vierge à l'Enfant, fresque, église San Biagio, Castiglione d'Orcia.

Sebastiano Folli (Sienne, 1568-1621) est un peintre italien qui fut actif principalement dans sa ville natale, dans le sud de la Toscane et à Rome.

## Biographie
Sebastiano Folli, élève d'Alessandro Casolano, est surtout connu pour les diverses fresques qu'il a réalisées dans les églises à Sienne, en particulier sur la voûte de la coupole de Santa Marta ainsi que les Scènes de la vie de saint Sébastien  dans l'église éponyme. Après son transfert à Rome, il a travaillé pour   le cardinal Alessandro Ottaviano de’Medici, après Léon XI.
Sebastiano Folli est mort en 1621.

## Œuvres
- Abbadia San Salvatore, Chiesa di Santa Croce : Pietà e Santi[1]
- Castiglione d'Orcia, Chiesa di San Biagio : Madonna col Bambino che consegna le chiavi a San Pietro [2]
- Lucignano, Museo Comunale di Lucignano, salle 1 : Annunciazione[3]
- Radicondoli, Chiesa di Santa Caterina delle Ruote : Martirio di Santa Caterina d’Alessandria (1607)[4]
- Rapolano Terme, Serre di Rapolano, Chiesa della Compagnia di Santa Caterina della Misericordia : Maria Vergine in Gloria, Santa Caterina che riceve le stigmate davanti al Crocifisso e i Santi Rocco ed Elisabetta[5],[6]
- Roccalbegna, Oratorio del Santissimo Crocifisso, musée de Roccalbegna : Madonna della Misericordia, Cristo in Pietà, Due confratelli in adorazione della Croce[7]

Sienne
- Basilica di San Domenico :
  - Sposalizio mistico di Santa Caterina d’Alessandria (1609)
  - Visione di Santa Caterina da Siena (à droite de la crypte)
- Casa Mensini : Compianto sul Cristo morto (fresque)
- Chiesa di Santa Lucia (Chiesa dei Santi Niccolò e Lucia) :
  - Evangelisti (Fresque, 1619)
  - Gloria / Trionfo di Santa Lucia (fresque, lunette, 1612)
- Chiesa di San Michele al Monte di San Donato : Cristo coronato di spine
- Chiesa di San Pietro a Ovile : Famiglie di Gesù e di San Giovannino (1614)
- Chiesa di San Raimondo al Refugio[8] :
  - Gesù restituisce l’abito del povero a Santa Caterina
  - Santa Caterina dona il suo mantello al povero
- Chiesa di San Sebastiano : Gloria di San Sebastiano con Virtù e angeli (1606)
- Convento delle Monache di Santa Marta : Santa Cecilia che suona (1615) en collaboration avec Pietro Sorri)
- Convento delle Sperandie (Monastero delle Trafisse) :
  - Immacolata e santi (1605)
  - Adorazione dei pastori (fresque, 1605)
  - Annunciazione (fresque, 1605)
  - Visitazione (fresque, 1605)
- Oratorio di Sant’Anna in Sant’Onofrio : Morte di Sant’Onofrio
- Palazzo Piccolomini alla Postierla (Quattro Cantoni) :
  - Pietà (1614)
  - Visione di San Savino (v. 1617)
- Palazzo Pubblico :
  - Carlo V. rinnova i privilegi universitari a Siena (Sala del Consiglio, v. 1598)
  - La Vergine in gloria (salle du Conseil des neuf)
  - Madonna col Bambino e angeli (salle 3)
  - Madonna del Rosario (salle 3, v. 1606)
  - Martirio di San Sebastiano (salle 3, v. 1606)
  - Vittoria dei Senesi sulle truppe di Enrico VI. (Sala del Consiglio, (v. 1598) en collaboration avec Cristoforo Rustici,
- Pinacothèque nationale de Sienne, salle 35 : La Madonna ed il Bambino appaiono a San Savino (1612)
- Sanctuaire Sainte-Catherine, Oratorio della Tintoria (Fresques, 1607) :
  - Missione di Caterina ad Avignone presso Papa Gregorio XI
  - Riconciliazione coi fiorentini ottenuta dalla Santa senese
  - Ritorno di Caterina a Firenze
- Santa Maria della Scala : Santa Caterina da Siena (v. 1610)